# Peter Gerhardt
Peter Clarence Gerhardt (ur. 26 listopada 1877 w Virginia City, zm. 5 sierpnia 1952 w Reno) – amerykański lekkoatleta specjalizujący się w biegach sprinterskich, olimpijczyk.
Uczestniczył w rywalizacji na V Igrzyskach olimpijskich rozgrywanych w Sztokholmie w 1912 roku. Startował tam w dwóch konkurencjach lekkoatletycznych. W biegu na 100 metrów dotarł do półfinału. Z identycznym wynikiem zakończył rywalizację w biegu na 200 metrów.
Koronnym dystansem Gerhardta był bieg na 220 jardów, w którym zdobył wicemistrzostwo w 1907 i trzecie miejsce w 1909 roku na mistrzostwach Stanów Zjednoczonych (AAU).
Rekordy życiowe: 100 jardów – 10.0 (1911); 100 metrów – 10.9 (1912); 200 metrów – 22.1 (1912).